# Masterclass

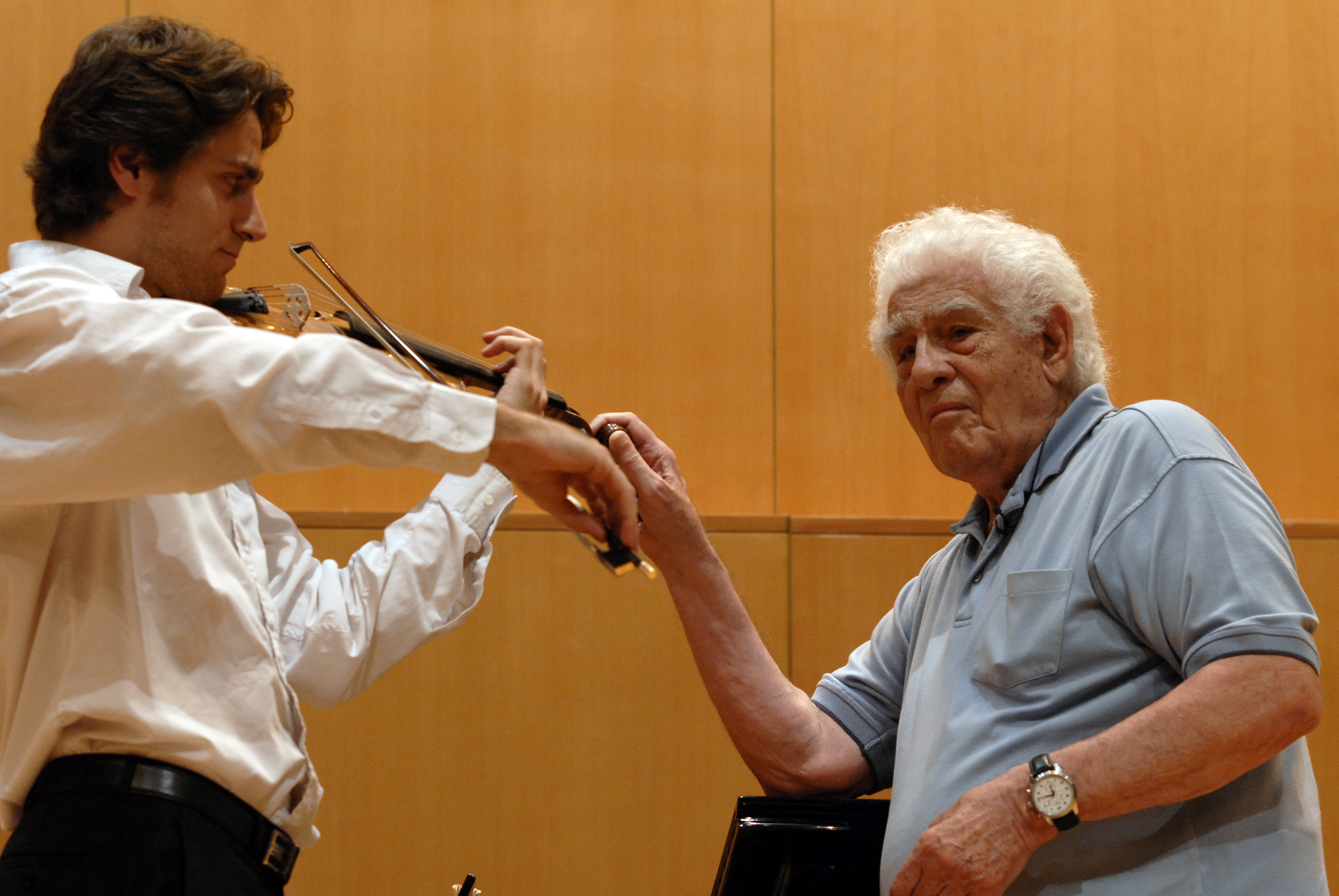
De Israëlische violist Chaim Taub (rechts), concertmeester van het Israëlisch Filharmonisch Orkest tot aan zijn pensionering in 1988, geeft een masterclass (2011)

Een masterclass is een les of cursus die door een deskundige wordt gegeven aan leerlingen in een bepaald vakgebied (meestal muziek, toneel, schilderen of een andere kunstvorm). Een masterclass aan de universiteit wordt ook wel honours class genoemd.
Het verschil tussen een masterclass en een gewone les is dat bij een masterclass de leraar een student per keer voor zich vraagt en bepaalde opdrachten laat uitvoeren of het eerder gemaakte huiswerk bespreekt. De overige studenten (en soms ook andere toeschouwers) kijken dan toe.
Veel musici hebben masterclasses gegeven, onder wie Franz Liszt (piano) en beroemdheden als Yehudi Menuhin, Ingrid Haebler, Isaac Stern en Vladimir Horowitz. Bekend zijn ook de masterclasses van sopraanzangeres Elisabeth Schwarzkopf, die soms genadeloze kritiek op jonge zangers uitte, en operazangeres Maria Callas.